# Ron King

a Compétitions nationales et continentales officielles uniquement.

b Matchs officiels uniquement.
Dernière mise à jour le 7 décembre 2021.
 Ronald Russell King, né le 19 août 1909 à Waiuta (Nouvelle-Zélande) et décédé le 10 janvier 1988 à Greymouth, est un joueur de rugby à XV qui a joué avec l'équipe de Nouvelle-Zélande. Il évoluait au poste de deuxième ligne (1,88 m pour 90 kg). 

## Carrière
Il a disputé son premier test match avec l'équipe de Nouvelle-Zélande le 25 août 1934 contre l'équipe d'Australie, et son dernier test match contre cette même équipe le 13 août 1938. Il fut sélectionneur de l'équipe de Nouvelle-Zélande de 1957 à 1960.

## Palmarès
- Nombre de test matchs avec les Blacks :  13  (3 fois comme capitaine)
- Nombre total de matchs avec les Blacks :  42